# Quiol
Le Quiol ou Ruisseau de Quioulès est une rivière pyrénéenne du sud de la France qui coule dans le département de l'Ariège en région Occitanie. C'est un affluent de l'Aston en rive gauche, donc un sous-affluent de la Garonne par l'Aston, puis par l'Ariège.

## Géographie
De 12,4 km de longueur, le Quiol prend sa source dans les Pyrénées ariégeoises, non loin de la frontière andorranne. Dès sa naissance, son cours est orienté du sud vers le nord. Après un parcours de 12,4 kilomètres, il se jette dans l'Aston en rive gauche.

## Communes traversées
- Le Quiol coule entièrement dans une seule commune de l'Ariège : Aston.

## Hydrologie
Le débit du Quiol a été observé à Aston à la station hydrologique dite de Château-Verdun, et ce sur une période de 48 ans (1960-2007).
Le module de la rivière y est de 1,98 m3/s, pour une surface de bassin versant de 52,8 kilomètres carrés, soit la quasi-totalité de son bassin versant.
La rivière présente des fluctuations saisonnières de débit typiques des cours d'eau de haute montagne, liées à son régime surtout nival. Les hautes eaux de printemps portent le débit mensuel à des valeurs allant de 2,95 à 5,82 m3/s, d'avril à juin inclus (avec un sommet prononcé en mai). Elles sont dues essentiellement à la fonte des neiges, bien que des pluies se produisent également. Dès le mois de juillet, le débit baisse rapidement pour atteindre un plancher en août (0,891). À partir de septembre le débit remonte lentement pour formar un petit sommet en octobre et novembre (1,48 m3/s en octobre), puis baisse à nouveau sous l'effet des gels de l'hiver et atteint son minimum en février (0,690 m3/s), minimum qui reste toujours assez abondant. Enfin, ces moyennes mensuelles occultent des fluctuations bien plus prononcées sur de plus courtes périodes.
Le VCN3 peut chuter jusque 0,170 m3/s en cas de période quinquennale sèche (170 litres), ce qui est loin d'être sévère, compte tenu de l'exigüité du bassin versant.
Les crues sont quant à elles généralement d'importance moyenne. Les QIX 2 et QIX 5 valent respectivement 13 et 16 m3/s. Le QIX 10 est de 18 m3/s, le QIX 20 de 20 m3/s et le QIX 50 de 23 m3/s .
Le débit instantané maximal enregistré a été de 30,2 m3/s le 1er avril 1971, tandis que la valeur journalière maximale était de 21,9 m3/s le 16 juillet 2002. En comparant la première de ces valeurs à l'échelle des QIX de la rivière, il ressort que cette crue était très nettement supérieure au niveau de crue cinquantennale calculé par le QIX 50, et donc tout à fait exceptionnelle.
Le Quiol est une rivière très abondante, puissamment alimentée par les précipitations importantes qui tombent sur les hauts sommets pyrénéens. La lame d'eau écoulée dans le bassin versant de la rivière est de 1 180 millimètres annuellement. Le débit spécifique (Qsp) atteint 37,4 litres par seconde et par kilomètre carré de bassin.